# La Femme de ma vie
Pour plus de détails, voir Fiche technique et Distribution.
La Femme de ma vie est un film franco allemand réalisé par Régis Wargnier, sorti en 1986.

## Synopsis
Simon est un violoniste célèbre devenu complètement alcoolique. Sa compagne Laura avait créé sept ans auparavant un orchestre de musique classique dont il était l'un des trois piliers. Après une crise de delirium tremens, il rencontre Pierre, un ancien alcoolique, qui arrive à le désintoxiquer. Mais ses rapports avec Laura vont se modifier profondément. En effet, Laura qui a toujours essayé en vain de sauver Simon de son addiction accepte mal que ce soit un étranger qui y parvienne. Elle en devient profondément jalouse, et inconsciemment, fait tout pour le faire retomber dans l'alcoolisme.

## Fiche technique
Sauf indication contraire, les informations mentionnées dans cette section peuvent être confirmées par les bases de données cinématographiques IMDb et Allociné,  présentes dans la section « Liens externes ».
- Titre : La Femme de ma vie
- Réalisation : Régis Wargnier
  - Assistants : Alain Wermus et Christophe Reichert
- Scénario : Catherine Cohen et Alain Le Henry
- Musique : Romano Musumarra
- Costumes pour Christophe Malavoy : Dominique Morlotti
- Société de distribution : LCJ Éditions et Productions
- Pays de production :  France,  Allemagne de l'Ouest
- Date de sortie :
  - France : le 8 octobre 1986

## Distribution
Sauf indication contraire, les informations mentionnées dans cette section peuvent être confirmées par les bases de données cinématographiques IMDb et Allociné,  présentes dans la section « Liens externes ».
- Christophe Malavoy : Simon
- Jane Birkin : Laura
- Jean-Louis Trintignant : Pierre
- Béatrice Agenin : Marion
- Andrzej Seweryn : Bernard
- Didier Sandre : Xavier
- Dominique Blanc : Sylvia
- Jacques Mercier : Jacques, chef d'orchestre de l'Orchestre national d'Île-de-France
- Elsa Lunghini : Eloïse (Elsa)
- Florent Pagny : Serge
- Nada Strancar : Nathalie
- Jeremy Paris : Étienne
- Grégory Bismuth : Benoit

## Musique
La chanson T'en va pas est créée pour une scène du film, où elle est interprétée en duo par Jane Birkin et Elsa, puis elle est réenregistrée dans une version discographique par la seule Elsa. Le single devient le premier grand succès de la chanteuse, à l'époque âgée de 13 ans.

## Distinctions
- César de la meilleure première œuvre pour Régis Wargnier

## Édition vidéo
En 2003, les éditions 2good sortent le film en DVD en duo avec Je suis le seigneur du château dans une édition collector agrémentée de bonus.